# Velpatasvir
Velpatasvir là một chất ức chế NS5A (bởi Gilead) được sử dụng cùng với sofosbuvir trong điều trị nhiễm viêm gan C của cả sáu kiểu gen chính.

## Tác dụng phụ
Tác dụng phụ trong các nghiên cứu xảy ra với tần số tương tự như ở những người được điều trị bằng giả dược.

## Tương tác
Velpatasvir vừa là chất ức chế vừa là chất nền của protein vận chuyển P-glycoprotein (PGp), ABCG2, OATP1B1 và OATP1B3. Nó bị suy giảm một phần bởi các men gan CYP2B6, CYP2C8 và CYP3A4. Các chất được vận chuyển hoặc bất hoạt bởi các protein này, hoặc can thiệp vào chúng, có thể tương tác với velpatasvir. Trong các nghiên cứu, người ta đã tìm thấy kết hợp HIV efavirenz/emtricitabine/tenofovir, làm giảm diện tích dưới đường cong (AUC) của velpatasvir khoảng 50%, và CYP3A4 và PGp cảm ứng rifampicin, khiến nó có khả năng không hiệu quả. Digoxin được loại bỏ bởi PGP; AUC của nó được tăng khoảng 30% kết hợp với velpatasvir và sofosbuvir (mặc dù không rõ thuốc nào trong hai thuốc chịu trách nhiệm cho hiệu ứng này).
Các chất làm giảm axit dạ dày, chẳng hạn như thuốc kháng axit, thuốc chẹn H2 và thuốc ức chế bơm proton, làm giảm velpatasvir AUC 20% 40%.

## Dược lý

### Cơ chế hoạt động
Chất này ngăn chặn NS5A, một protein cần thiết cho sự nhân lên và lắp ráp virus viêm gan C.

### Dược động học
Velpatasvir đạt mức huyết tương cao nhất ba giờ sau khi uống cùng với sofosbuvir. Liên kết với protein huyết tương là hơn 99,5%. Nó được chuyển hóa chậm bởi các men gan CYP2B6, CYP2C8 và CYP3A4. Trong khi các chất chuyển hóa mono hydroxylated và demethylated đã được xác định trong huyết tương và phân người, hơn 98% chất lưu hành là velpatasvir. 94% được bài tiết qua phân và chỉ 0,4% qua nước tiểu. Thời gian bán hủy sinh học khoảng 15 giờ.